# Iwan Zarew
Iwan Zarew (ur. 25 lutego 1986 roku w Sofii) – siatkarz reprezentacji Bułgarii, występujący na pozycji rozgrywającego. Wychowanek Slavii Sofia, obecnie zawodnik CSKA Sofia. Wraz z reprezentacją zdobył brązowy medal na Mistrzostwach Świata w 2006 roku rozgrywanych w Japonii.

## Dane
- Specjalność – rozgrywający
- Wzrost – 199 cm
- Waga – 87 kg
- Zasięg w ataku – 341 cm
- Zasięg w bloku – 328 cm
- Numer na koszulce w reprezentacji –
- Numer na koszulce w klubie – 11

## Osiągnięcia
- MŚ 2006 w Japonii – 3. miejsce
- Liga Światowa siatkarzy 2006 – 4. miejsce